# Platypelis pollicaris
Platypelis pollicaris är en groddjursart som beskrevs av George Albert Boulenger 1888. Platypelis pollicaris ingår i släktet Platypelis och familjen Microhylidae. IUCN kategoriserar arten globalt som otillräckligt studerad. Inga underarter finns listade i Catalogue of Life.